# Kraanlijn

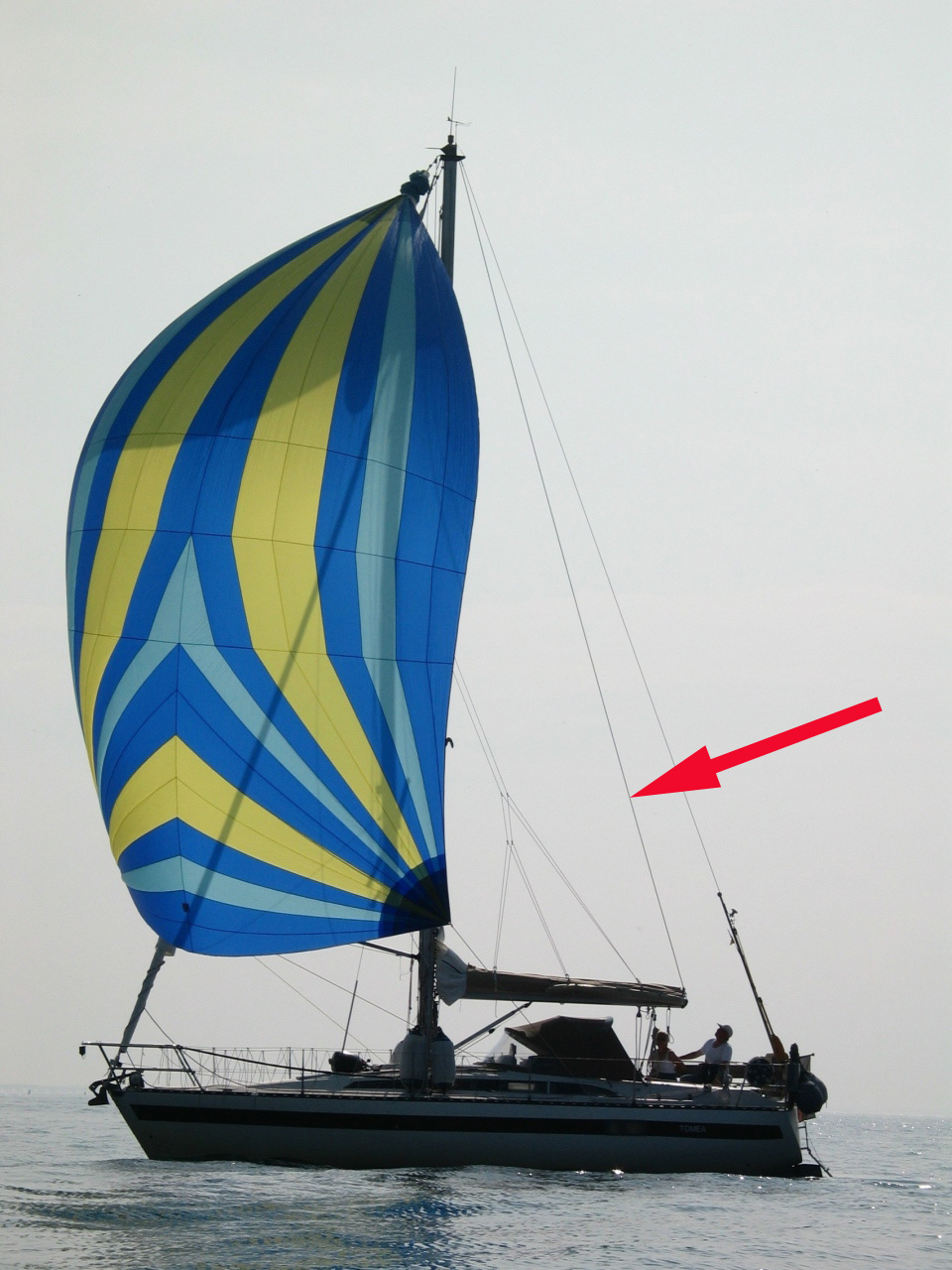
De kraanlijn draagt hier de giek

De dirk in rood aangegeven

Op een schip is een kraanlijn, ook wel dirk genoemd, een lijn die vanaf de mastvoet, via een blok in de masttop, is bevestigd aan het uiteinde van een lastarm, laadboom, laadgiek of de giek van een zeilschip. Met de zo verkregen takel kan men lading van en aan boord takelen. Bij een zeiljacht is het hefvermogen beperkt, tenzij de verstaging erop is berekend.
Gewoonlijk is de kraanlijn op een zeiljacht in gebruik wanneer de giek niet meer wordt gedragen door het grootzeil. Dat is het geval tijdens het reven van het grootzeil, en wanneer het zeil geheel is weggenomen, zoals bij het varen van een voordewindse koers, of op de motor.
Afgemeerd plaatst men de giek op een meer stabiele houder, meestal in een schaarvormige uitvoerig.   